# كينان

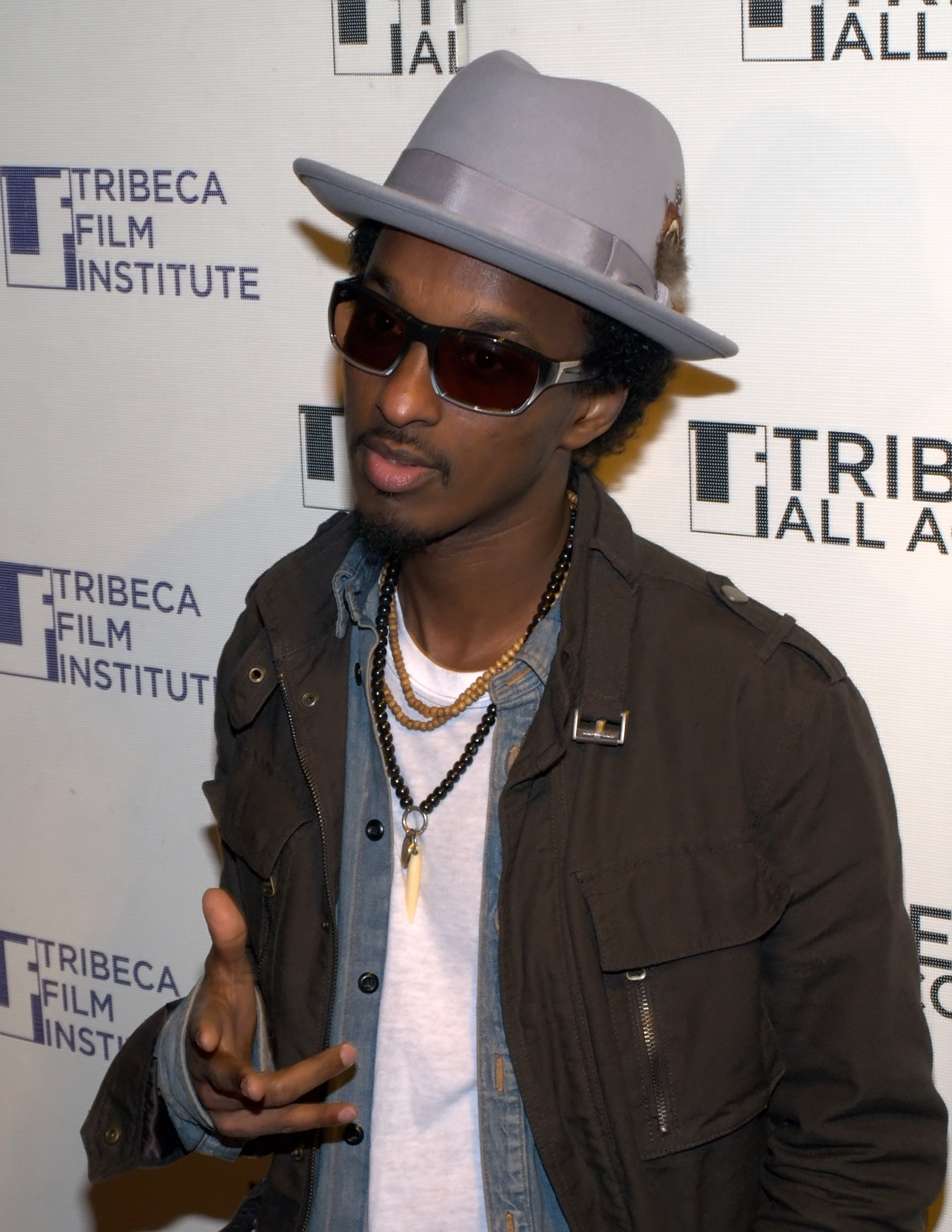
كينان

كنعان وَرْسَم (كينان عبد ورسم Keynaan Cabdi Warsame بالصومالية) ولد (1 يناير 1978) في مقديشو الصومال والمعروف باسمه الفني K'naan، هو شاعر ومغني راب صومالي.
تم اختيار اغنيته Wavin' flag لتكون الأغنية الرسمية لبطولة كأس العالم لكرة القدم 2010 في جنوب أفريقيا.

## وصلات خارجية
- كينان على موقع IMDb (الإنجليزية)
- كينان على موقع الموسوعة البريطانية (الإنجليزية)
- كينان على موقع ألو سيني (الفرنسية)
- كينان على موقع ميوزك برينز (الإنجليزية)
- كينان على موقع أول ميوزيك (الإنجليزية)
- كينان على موقع ديسكوغز (الإنجليزية)
- كينان على موقع قاعدة بيانات الفيلم (الإنجليزية)

- www.knaanmusic.com